# Крым-Шамхалов, Магомет-Гирей
Магомет-Гирей Крым-Шамхалов (Крымшамхалов) (карач.-балк. Крымшаухалланы Мухаммад-Герий) (1888 — после 1945) — поручик Черкесского конного полка, герой Первой мировой войны, участник Белого движения.

## Биография
С началом Первой мировой войны поступил всадником в Черкесский конный полк на правах вольноопределяющегося 2-го разряда. Был произведен в прапорщики Главнокомандующим армиями Юго-Западного фронта 30 апреля 1915 года «за отличия в делах против неприятеля». Производство урядника Крым-Шамхалова в прапорщики армейской кавалерии было утверждено Высочайшим приказом от 5 июля 1916 года. Пожалован Георгиевским оружием
За то, что 31 мая 1916 года при занятии д. Окна, когда командир 3-й сотни Черкесского конного полка, штабс-ротмистр Морданов, во время конной атаки сотни, смявшей и заставившей противника отойти в д. Окна, был смертельно ранен, принял на себя командование сотнею и, учтя создавшееся положение, примером личного мужества воодушевил нижних чинов, довел их до деревни, упорным ударом в шашки, под сильным почти в упор, огнем врага, выбил его из халуп и, достигнув полного успеха, занял деревню.
Произведен в корнеты 31 августа 1916 года, в поручики — 29 сентября 1917 года. Приказом по 8-й армии был награждён орденом Св. Георгия 4-й степени.
В Гражданскую войну участвовал в Белом движении в составе Добровольческой армии и ВСЮР. С 1918 года командовал сотней Карачаевского конного полка. В Русской армии до эвакуации Крыма, был на острове Лемнос.
Осенью 1925 года — войсковой старшина 1-го Сводно-Кубанского казачьего полка в Югославии, затем полковник. В годы Второй мировой войны служил в Русском корпусе: унтер-офицер во 2-й сотне 1-го Казачьего полка, был ранен 8 апреля 1945 года в Джуринцах. Судьба после войны неизвестна, по некоторым данным переехал во Францию.

## Награды
- Георгиевское оружие (ВП 28.08.1916)
- Орден Святого Георгия 4-й ст. (Приказ по 8-й армии от 9 октября 1917 года, № 3130)